# Darty
Darty, ou Darty France (officiellement Établissements Darty et fils), est une entreprise française de magasins spécialisés dans la vente d'électroménager, matériels informatiques, téléphonie et audiovisuels (télévision et audio).
Filiale depuis le 16 novembre 2016 de Fnac Darty, l'enseigne communique en promouvant son service après-vente, et ne manque pas d'associer sa marque avec son slogan fétiche, le « contrat de confiance », et aussi avec sa célèbre camionnette jaune à l'avant bleu où est imprimé sur les côtés le logo de l'enseigne.

## Historique

### Débuts
Les Établissements Darty et Fils sont créés en 1957 par trois frères, Natan (1920-2010), Marcel (1922-1983) et Bernard Darty (1934-2018), des commerçants en textile Porte de Montreuil, à Paris.
Pour agrandir leur magasin, ils rachètent le local voisin de 25 m2 où étaient mis en vente des postes de radio et des télévisions. Grâce à leur talent commercial, ils vendent sur le trottoir tout le stock en quelques jours seulement, si bien qu'ils décident d'abandonner le textile et recentrer leur activité sur la vente de produits électroménagers,.
Jusqu’en 1966, la société se développe, tout en mettant en place sa politique commerciale et les bases de son positionnement : prix bas, livraisons et dépannages rapides, et le mot d'ordre « un client n'est satisfait que si le produit qu'il achète fonctionne et rend les services que l'on attend de lui ».
En mai 1968, les frères Darty transfèrent leur entrepôt de Bagnolet à Bondy.

### Années 1970 et 1980
Le 11 juin 1968, l'entreprise ouvre à Bondy (Seine-Saint-Denis) la première grande surface française spécialisée dans l'électroménager.
En 1973, la société lance le « Contrat de Confiance ».
À partir de 1974, Darty acquiert une dimension nationale, en s’installant d’abord à Lyon en 1975. En 1976, l’entreprise entre en cotation à la Bourse de Paris et se développe successivement dans le Nord-Pas-de-Calais, en Alsace et en Lorraine, en Normandie, en Provence-Méditerranée et dans l’Ouest. Très rapidement, Bernard Darty et sa famille (créateurs de l'enseigne Darty) mettent en place la participation des salariés aux fruits de l’expansion de l’entreprise et de sa fortune.
En 1982, la marque diversifie son activité en créant une filiale en région parisienne, Sparty, spécialisée dans le sport. Pour le lancement de cette marque, une campagne d'affichage originale est opérée dans le métro parisien ; en effet, les publicités sont situées entre chaque station. En 1984, Darty crée la Dacem, société chargée d’assurer l’approvisionnement et la gestion des pièces détachées et des accessoires pour les produits électrodomestiques.
En 1987, le groupe cède ses 11 magasins Sparty à Genty-Cathiard, un groupe qui rachète également la société Go Sport et la filiale sport de la Fnac, appelée Fnac Sport[réf. nécessaire]. En 1988, la société intègre le CAC 40.

### Rachat du groupe
En 1988, les fondateurs de l'entreprise acceptent une offre publique d'achat qui permet aux salariés la reprise de l'entreprise et le contrôle de 56 % du capital du groupe. Dans le même temps, le groupe s'implante en Belgique.

### Années 1990 et 2000
Dans les années 1990 et 2000, l'entreprise est l'un des principaux annonceurs des bulletins météorologiques télévisés, notamment sur La Cinq, TF1 le week-end de janvier 1991 à fin 1992, FR3 pendant l'été 1992, M6 de 1992 à 2004, Mega Channel en 1997/1998 et surtout France 2, de 1989 à 2013 et utilise dans ses jingles d'annonce la voiture du service après-vente, que sont successivement la Renault Express I puis la Renault Kangoo I à ses couleurs, bleu et jaune avec le logo de l'enseigne sur les côtés et le slogan Le contrat de confiance.
En 1993, le groupe britannique Kingfisher prend le contrôle de Darty et l’intègre en 1994 à sa filiale européenne Kingfisher Electricals, qui regroupe toutes les enseignes spécialisées en électrodomestique du groupe. En 2003, la scission de Kingfisher en deux entités rassemble Darty au sein de Kesa Electricals PLC, avec les enseignes BUT (France), Comet (Royaume-Uni), Vanden Borre (Belgique), BCC (Pays-Bas) et Datart (cs) (Tchéquie).
En 1999, la société ouvre son site internet marchand Darty.com.
En 2006, la société se lance sur le marché des Fournisseurs d'accès à Internet (FAI) en créant DartyBox ainsi qu'une offre ADSL qui s'appuie sur le réseau de l'opérateur Numericable-Completel. En novembre 2008, la connexion très haut débit est proposée avec la DartyBox THD, en utilisant un réseau de fibres optiques.
En octobre 2007, l'entreprise se lance sur le marché de la cuisine sur mesure et crée également la « Carte de garantie électronique », capable de retrouver un produit acheté par le client, même si ce dernier a égaré sa facture[réf. nécessaire].
En 2009, Darty continue son développement en France et sa campagne de rajeunissement de ses points de vente[réf. nécessaire].

### Depuis 2010
En février 2011, Darty se lance dans la téléphonie mobile avec Darty Mobile via le rachat du MVNO Fluiid, et compte ainsi concurrencer les grands opérateurs qui proposent une offre dite Quadruple play. À l'été 2011, la société lance une nouvelle signature publicitaire avec « 36 000 Solutions ».
En 2012, Kesa Electricals devient Darty Plc.
Le 3 mai 2012, Darty cède DartyBox et sa filiale Darty Mobile à Bouygues Telecom. Le 3 septembre 2012, Bouygues Telecom mettra fin à la commercialisation de DartyBox.
En octobre 2013, l'enseigne ouvre les portes de son nouveau magasin connecté « flagship » à Paris à Beaugrenelle, et lance une nouvelle campagne de marque.
Le 6 mars 2014, elle ouvre son premier magasin franchisé à Challans en Vendée.
En 2014, Darty compte 260 magasins en France et se dote d'une place du marché Mirakl.
En septembre 2015, le groupe Fnac propose le rachat de Darty pour un montant de 720 millions d'euros. Le 2 mars 2016, Conforama présente une contre-offre pour 125 pence par titre en cash (contre 105 pence, essentiellement en titres pour la Fnac). Le 16 mars 2016, le conseil d'administration recommande l'offre de Conforama. Le 26 avril 2016, Conforama « jette l'éponge » c'est donc la Fnac qui remporte le duel, valorisant Darty à près de 1,2 milliard d'euros.
En mars 2016, Darty annonce son lancement dans le domaine de la vente de prothèses auditives. La même année, l'enseigne ouvre son 62e magasin franchisé à Nérac (Lot-et-Garonne).
En mai 2016, l'enseigne se lance dans la literie.
À la suite du rachat par la Fnac, le personnel basé au siège aux Mercuriales rejoint le siège de la Fnac à Ivry sur Seine dans les quartiers des bords de Seine nouvellement aménagés.
Le 9 novembre 2017, l'équipe du magasin Darty Ternes réalise le record de chiffre d'affaires pour l'enseigne.

## Magasins

### Présentation

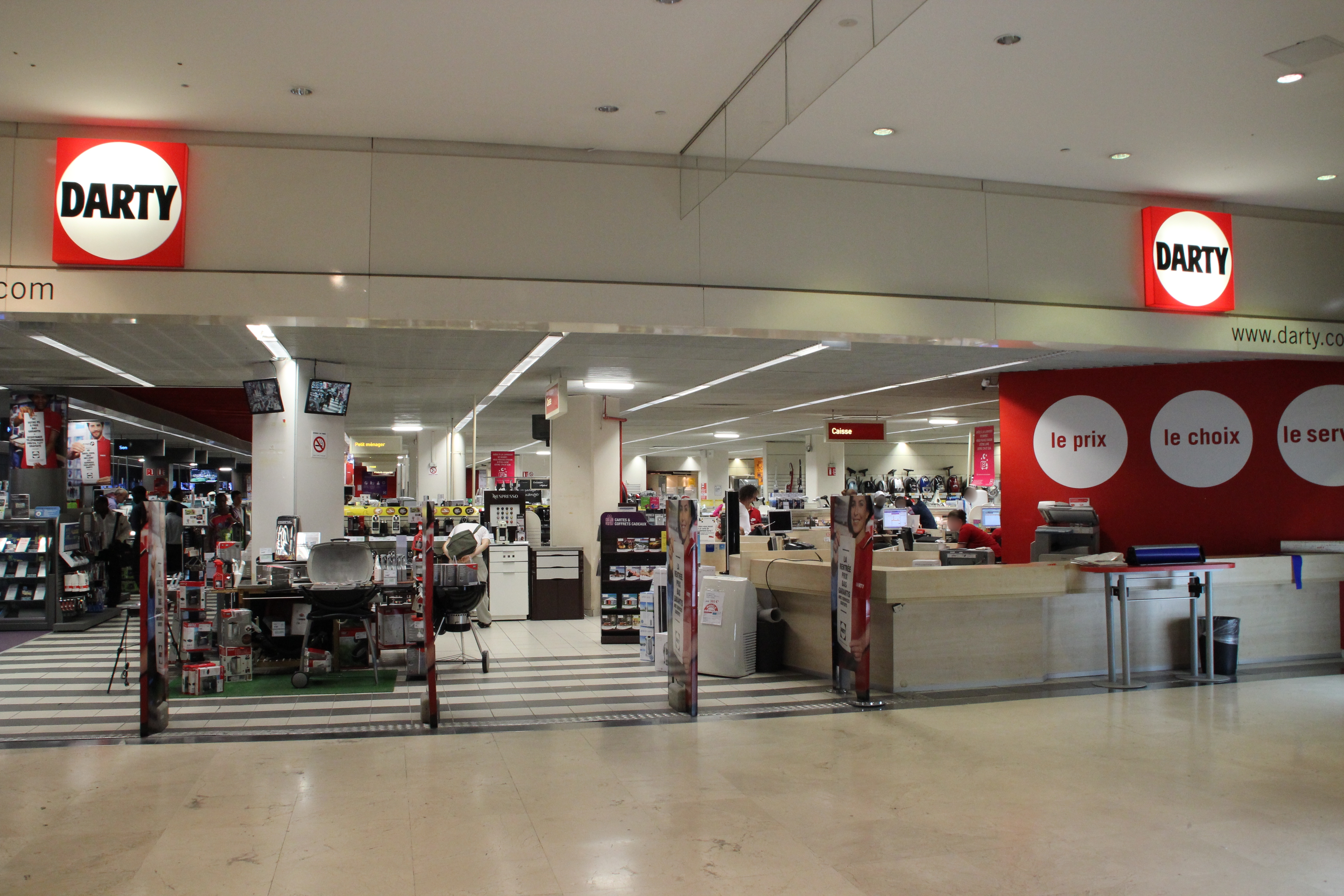
Magasin Darty au Forum des Halles à Paris.

Les magasins Darty sont de grandes surfaces spécialisées, proposant un choix de produits en électroménager, TV, vidéo, Hi-Fi, téléphonie, multimédia, internet et cuisine sur mesure. Ce sont des magasins implantés en centre-ville, en périphérie et dans les centres commerciaux. L’enseigne compte plus de trois cents magasins points de vente et se positionne comme le leader de la distribution d'électroménager et d'électronique grand public en Europe[réf. nécessaire].

### Répartition dans le monde
À l’international, Darty détient des positions solides en Belgique et aux Pays-Bas. En France, en 2019, il est représenté par 382 magasins, dont 175 en franchise.

### Vente en ligne
Le site internet Darty.com est un site de commerce en ligne créé en 1999, qui s’inscrit dans une stratégie de complémentarité multicanal. C'est le premier magasin du groupe en chiffre d'affaires, avec 14 % des ventes totales de produits et plus de 120 millions de visiteurs uniques par an.
Le rachat de Mistergooddeal.com par Darty permet à l'enseigne d'être le numéro un des ventes d’électroménager en ligne et lui permet de se positionner sur une offre de prix bas sans service. Le groupe atteint ainsi un chiffre d'affaires de 444 millions.
En 2013, le groupe entreprend une numérisation des magasins à travers un certain nombre de dispositifs,. La boutique-concept de Beaugrenelle à Paris est à ce titre un paradigme de cette approche. Ce premier magasin connecté a été pensé pour proposer une nouvelle expérience client facilitée et encore plus numérique, axée sur la découverte produits.

## Concept, produits et services

### Concept
Le concept de Darty repose sur sa promesse historique du « Contrat de Confiance », qui fonctionne aujourd’hui sur le modèle « meilleur prix, meilleur choix, meilleur service », comme suit :
- le meilleur prix : l’objectif de l'enseigne est d’offrir des prix bas garantis tous les jours de l’année. Darty effectue en permanence des relevés de prix auprès de ses principaux concurrents et donne une carte cadeau limitée dans le temps de la différence à tout client qui trouverait le même produit moins cher ailleurs en France métropolitaine dans les mêmes conditions de services, dans les dix jours suivant l’achat[32].
- le meilleur choix : grand choix de marques, de gammes et de produits. La philosophie de Darty est d’offrir à ses clients un très large choix de produits et de services répondant à leurs besoins spécifiques[32].
- le meilleur service : avant, pendant et après la vente[32].

### Services
Le business model de spécialiste de l’électrodomestique place Darty en bonne position pour proposer une offre de services associés, tels que la livraison et l’installation à domicile.
Darty compte 10 500 collaborateurs en France dont 40 % dans les métiers de service :
- 7 centres d'appel techniques en France, dont deux spécialisés multimédia - services mobiles et internet ;
- 41 centres de service après-vente et 1 400 véhicules d'intervention à domicile ;
- 3 millions de questionnaires de satisfaction client sont envoyés tous les ans.

Avec son slogan fétiche, « le Contrat de Confiance », l’enseigne expose les engagements que l'entreprise prend envers ses clients[source insuffisante] : à l'époque de sa création en 1973, ceci constitue une innovation dans l'univers de la distribution, aucun distributeur n'ayant proposé un engagement aussi important par écrit[réf. souhaitée], et affirme sa volonté de satisfaire ses clients non seulement lors de l'achat, mais aussi pendant toute la vie du produit[réf. souhaitée]. Le contrat d'origine a évolué et s'est adapté aux attentes et au développement du commerce[réf. souhaitée], aujourd'hui du cross-canal. Le contact présente des engagements précis qui visent à satisfaire la diversité des besoins et des attentes des clients.
En 2011, est lancée la plateforme communautaire « 36000solutions.com » qui rassemble les internautes à la recherche de conseils, d’aide, d’information sur un produit et des « trucs et astuces » du quotidien. Les experts de l'enseigne, vendeurs, techniciens, téléconseillers, etc., et des internautes certifiés « 36000solutions.com » répondent aux questions que les internautes se posent sur les produits et leur utilisation, grâce à des contenus vidéo et texte.

#### Innovation service
Darty s'est lancé depuis 2013 dans une stratégie d'innovation de services, qui se traduit par de nombreuses nouveautés :
- Le « Cliqué-Retiré », un service d’achat en ligne avec retrait en magasin sous une heure, l’accès à l’espace client personnalisé Darty permettant de consulter l’historique de ses commandes et garanties, de commander facilement accessoires et consommables, de consulter l’état d’avancement de la réparation de ses produits déposés en comptoir SAV ;
- Le « Bouton », un objet connecté qui réinvente le service au client[38]. 
Il suffit d’appuyer sur le « Bouton » pour être rappelé instantanément par l'enseigne, 24h/24 et 7j/7 (appel reçu en moins d’une minute)[réf. souhaitée]. De forme carrée, avec un côté aimanté et fonctionnant par Wi-Fi, ce dispositif permet[39] :
  - de bénéficier de l’assistance par téléphone 7j/7 et 24h/24 ;
  - d'obtenir des conseils d’installation ;
  - de faire diagnostiquer une panne à distance ;
  - de déclencher, si nécessaire, une réparation à domicile ;
  - de passer commande et de suivre la livraison.
- Les « Petits travaux à domicile », services disponibles en partenariat avec Hellocasa depuis septembre 2015, en magasin et sur Darty.com[40].

#### Développement durable
Depuis 1992, la société soutient l’association Envie (Entreprise nouvelle vers l’insertion par l’économie) créée en 1984 sur la réparation de produits électroménagers pour l’insertion professionnelle de personnes en difficulté[source insuffisante].
En 2008, l'enseigne propose à ses clients de reprendre deux appareils usagés à la livraison d’un neuf. En 2011, elle installe dans les magasins des bacs de collecte pour les petits appareils usagés. En avril 2014, elle lance un simulateur d’économies d’énergie, accessible sur le site de la société, pour permettre aux clients d’estimer la consommation d’énergie de leurs appareils et d’évaluer les économies générées s’ils optent pour leur remplacement.

## Controverses
Dans un reportage de l'émission Envoyé spécial, diffusé le 21 avril 2011 sur la chaîne France 2, Darty est soupçonné, avec d'autres enseignes du secteur, de pratiques commerciales controversées visant à inciter fortement sa clientèle à souscrire à des offres d'extension de garantie, payantes, en supplément de la garantie constructeur obligatoire et gratuite.
Selon Envoyé Spécial, ces extensions de garantie ne seraient, en définitive, pas utiles au client, mais aideraient surtout la franchise à conserver les marges sur les produits qu'elle vend au grand public (les vendeurs de l'enseigne étant rémunérés pour moitié via des primes concernant ces extensions de garanties), ou bien en favorisant la vente des matériels leur donnant les primes de rendement les plus élevées, au détriment de matériels comparables d'autres marques, de meilleure qualité ou moins chers.
Par ailleurs, dans ce même reportage, le fonctionnement du service après-vente (SAV) de Darty (comme ceux des autres enseignes du secteur) est décrié : lors de l'intervention de réparateurs chez un client pour un matériel défectueux, le diagnostic serait (comme chez certaines autres enseignes disposant d'un service comparable) influencé dans le but de forcer le client à abandonner son matériel en panne (même si au bout du compte le matériel était réellement réparable), et à en racheter un nouveau, en faisant valoir des frais de réparation supérieurs par rapport à l'achat d'un nouvel équipement neuf (un cas typique d'obsolescence programmée).
Dans un nouveau reportage d’Envoyé Spécial, diffusé le 7 février 2019 sur France 2 (intitulé « SAV, si les clients savaient… »), les journalistes constatent que la situation dans le secteur persiste (numéros d'appels SAV surtaxés, déplacements des réparateurs facturés, changement de pièces non défectueuses, mise en avant d'extensions de garanties inutiles par les vendeurs en magasin).
Par ailleurs, dans ce même reportage, de nouveaux problèmes de service après-vente sont mis en relief, ceux-ci ayant pour conséquence l'essor du commerce électronique et de l'apparition des places de marché (marketplaces), des plateformes en ligne qui permettent à des vendeurs du monde entier de proposer leurs produits à côté de ceux d'enseignes comme Darty ou la Fnac (en 2016, la Fnac rachète Darty pour constituer le groupe Fnac Darty). En effet, les enseignes françaises ne sont pas tenues d'assurer le SAV des produits vendus à côtés des leurs dans leurs marketplaces, les clients mécontents (produits tombant en panne) pouvant avoir alors des difficultés à faire jouer la garantie constructeur auprès des vendeurs affiliés, surtout si ceux-ci se situent à l'étranger.